# Introducing... The Beatles
| 전문가 평가 | 전문가 평가 |
| 평가 점수   | 평가 점수   |
| 출처        | 점수        |
| ----------- | ----------- |
| 올뮤직      | [ 1 ]       |

《Introducing... The Beatles》는 비틀즈가 미국에서 발매한 첫 번째 음반으로, 1963년 7월 발매 예정이었으나 1964년 1월 10일 비-제이 레코드에서 캐피틀 레코드의 《Meet the Beatles!》가 나오기 10일 전에 발표했다. 하지만 《Meet the Beatles!》는 미국 음반 차트에 이 음반보다 1주 일찍 진입했다. 그 결과 《Meet the Beatles!》는 정상에 11주 동안 머물렀고 《Introducing... The Beatles》는 2위에 9주 동안 머물렀다. 많은 법적 논쟁이 있었음에도 불구, 비-제이는 1964년 말까지 앨범 판매를 허용받았다. 그때까지는 130만 장이 판매되었다. 2014년 7월 24일 RIAA에 의해 골드와 플래티넘 인증을 받았다.

## 역사
캐피틀에서 비틀즈의 미국 앨범 발매를 망설인 탓에 매니저 브라이언 엡스타인은 비틀즈의 첫 미국 앨범을 발매할 권리를 미국의 독립 레이블 비제이 레코드에 넘기게 된다. 그 결과 1963년 여름 《Please Please Me》의 미국판이 처음으로 빛을 보게 됐다. 1963년 7월 발매 예정이던 이 미국판 앨범은 보통 12곡만 수록하는 미국의 관습 때문에 큰 수정을 거쳤다. 영국 앨범의 타이틀 곡 〈Please Please Me〉와 〈Ask Me Why〉가 빠져버린 것이다. 앨범 이름 역시 《Introducing... The Beatles》로 바뀌었으며, 1963년 영국에서 발매된 EP 《The Beatles' Hits》에 쓰인 앵거스 맥빈의 사진이 그대로 커버에 실렸다. 그러나 판매 부진 및 레코드 사 사장이 도박 빚을 갚느라 회사 돈을 휭령한 사건으로 EMI의 압력을 받게 되자 비 제이 레코드는 곧 비틀즈를 비롯한 프랭크 아이필드, 앨머 코선의 앨범을 전량 회수하게 된다. 1963년 8월 비 제이와 이 영국 주요 가수들과의 계약은 너무 빨리 끝나버렸다.
비제이는 비틀즈가 미국의 주요 뉴스를 장식하기 시작하자 1964년 1월 10일 앨범을 재발매하기로 결정한다. 그러나 이들은 이미 레논-매카트니의 작곡인 〈Love Me Do〉, 〈P.S. I Love You〉은 빼야 한다고 통보받은 상태였다. 이 곡들은 미국에서 정식 발매되지 않았을뿐더러, 이 곡의 출판권자가 비 제이에 라이선스를 주려 하지 않았기 때문이다.  앨범의 두 번째 버전 발매는 2월까지 연기됐고, 가끔 수록곡 목록이 예전 그대로인 음반들이 있기는 했지만 표면상으로는 〈Please Please Me〉와 〈Ask Me Why〉가 다시 추가됐다. 발매가 미뤄지며 《Introducing... The Beatles》는 사실상 미국 차트에 오른 두 번째 앨범이 되었다. 똑같이 이름을 바꾸고 많은 수정을 거쳐 나온 앨범 《Meet the Beatles!》가 차트에 오른 지 3주 만이었다. 결국 《Introducing... The Beatles》는 차트 2위까지 올라 같은 자리에 9주간 머물렀고, 그 종안 비 제이와 캐피틀은 비틀즈 음반을 미국에서 판매할 권리를 두고 각종 법정 싸움을 벌였다. 미국에서 최종적으로 130만 장이 팔려 나간 이 앨범은 1964년 10월 캐피틀에 반환됐다. 자회사 톨리 레이블에서 끝끝내 〈Love Me Do〉를 발매하기도 한 비 제이는 그로부터 2년 후인 1966년 파산을 선언했다.

## 곡 목록
- 모든 곡은 특별한 표기가 없는 한 레논-매카트니 작곡이다.

| #  | 제목 | 리드 보컬             | 재생 시간 |
| -- | --- | --------------------- | --------- |
| 1. | 〈〈I Saw Her Standing There〉〉 (폴 매카트니가 "one, two, three"를 외치는 건 생략되었고, "four"부터 시작한다.) | 폴 매카트니           | 2:50      |
| 2. | 〈〈Misery〉〉                                                                                                  | 존 레논과 폴 매카트니 | 1:48      |
| 3. | 〈〈Anna (Go to Him)〉〉 (아서 알렉산더)                                                                        | 존 레논               | 3:00      |
| 4. | 〈〈Chains〉〉 (게리 고핀, 캐롤 킹)                                                                             | 조지 해리슨           | 2:25      |
| 5. | 〈〈Boys〉〉 (루서 딕슨, 웨스 파렐)                                                                             | 링고 스타             | 2:28      |
| 6. | 〈〈Love Me Do〉〉                                                                                              | 폴 매카트니와 존 레논 | 2:19      |

| #  | 제목                                                              | 리드 보컬             | 재생 시간 |
| -- | ----------------------------------------------------------------- | --------------------- | --------- |
| 1. | 〈〈P.S. I Love You〉〉                                           | 폴 매카트니           | 2:04      |
| 2. | 〈〈Baby It's You〉〉 (버트 배커랙, 마크 데이비드, 버니 윌리엄스) | 존 레논               | 2:41      |
| 3. | 〈〈Do You Want to Know a Secret〉〉                              | 조지 해리슨           | 1:59      |
| 4. | 〈〈A Taste of Honey〉〉 (릭 마로우, 버디 스콧)                   | 폴 매카트니           | 2:05      |
| 5. | 〈〈There's a Place〉〉                                           | 존 레논과 폴 매카트니 | 1:53      |
| 6. | 〈〈Twist and Shout〉〉 (필 메들리, 버트 번스)                    | 존 레논               | 2:33      |

## 참여 인원
- 존 레논 – 리듬 기타, 하모니카, 보컬
- 조지 해리슨 – 리드 기타, 보컬
- 폴 매카트니 – 베이스 기타, 보컬
- 링고 스타 – 드럼 세트, 보컬
- 조지 마틴 – 프로듀서, 〈Misery〉의 피아노, 〈Baby It's You〉의 첼레스타

## 차트와 판매량
| 연도 | 차트               | 순위 |
| ---- | ------------------ | ---- |
| 1964 | 미국 빌보드 탑 LPs | 2    |

| 국가                       | 인증     | 판매량/출하량 |
| -------------------------- | -------- | ------------- |
| 미국 (RIAA)                | 플래티넘 | 1,000,000^    |
| ^출하량을 기반으로 한 인증 |          |               |

## 참고 문헌
- 브라이언, 사우널 (2014). 《The Beatles in 100 Objects》 [비틀즈 100]. 아트북스. ISBN 978-89-6196-172-1. 2017년 4월 25일에 확인함.